# 金澤昭雄
金澤 昭雄（かなざわ あきお、1932年〈昭和7年〉1月19日 - ）は、日本の警察官僚。第13代警察庁長官、警察協会会長、警察育英会理事長。

## 経歴
茨城県出身。1954年、東京大学法学部を卒業。同年、国家地方警察本部（現警察庁）に入庁。同期入庁に佐々淳行（初代内閣安全保障室長）、鎌倉節（第75代警視総監）等がいる。警視庁日本橋警察署に配属。
以後、広島県警察本部警務部監察官、宮崎県警察本部警務部警務課長、警視庁本富士警察署長、警視庁刑事部捜査第三課長、大蔵省主計局主計官補佐、高知県警察本部長、田中角栄内閣総理大臣秘書官、警視庁警務部長、警察庁長官官房長、警察庁刑事局長、警察庁次長などを歴任。1988年1月、警察庁長官に就任し1990年12月まで在任した。2002年、勲二等旭日重光章受章。
退官後、自動車安全運転センター理事長、全日本指定自動車教習所協会連合会会長などを歴任。